# Estrecho de Yampupata

Mapa del estrecho.

El estrecho de Yampupata es una separación o unión, de la península de Yampupata y la isla del Sol del lado boliviano del lago Titicaca, dentro del departamento de La Paz. Tiene una anchura de 975 metros, y puede ser cruzada fácilmente en barcos de motor.